# Trojvětevní
Trojvětevní (Tricladida) jsou řád parafyletické skupiny ploštěnek v rámci kmene ploštěnci (Platyhelminthes). Moderní systematika je sdružuje do kladu Rhabditophora. Trojvětevné ploštěnky vytvářejí tři monofyletické linie: Maricola (mořské ploštěnky), Cavernicola (jeskynní ploštěnky) a Continenticola (sladkovodní a suchozemské ploštěnky).
Jde o příkladné zástupce ploštěnců, obvyklé demonstrované v zoologických učebnicích.

## Anatomie
Jméno jim vynesla stavba jejich trávicí soustavy. Ústní otvor leží na spodní straně těla v jeho první třetině až polovině, přičemž na něj navazuje vychlípitelný hltan typu pharynx plicatus (typický znak dravých ploštěnek). Střevní systém tvoří tři výrazné větve: jedna směřuje směrem dopředu, dvě pak směrem dozadu. Následně se několikanásobně rozvětvují, a střevní systém tak zasahuje prakticky do celého těla. Některé trojvětevné ploštěnky mají průsvitnou pokožku, díky čemuž je možné pozorovat stavbu jejich vnitřních orgánů pouhým okem. Trojvětevné ploštěnky mají většinou výrazně vyvinuté zrakové orgány: buďto párové, anebo v řadě. Vajíčka jsou ektolecitální, neobsahují tedy větší množství žloutku jako primitivnější vajíčka endolecitální, a naopak vyžadují přítomnost přídatných žloutkových žláz.
Trojvětevné ploštěnky se vyznačují vysokou schopností regenerace, již zajišťují nediferencované kmenové buňky zvané neoblasty, přičemž z tohoto pohledu patří mezi nejběžnější experimentální druhy.

## Biologie
Trojvětevné ploštěnky jsou sladkovodní i mořské, zahrnují ale rovněž suchozemské druhy. V České republice žije celkem 17 sladkovodních ploštěnek – z toho ploštěnka slepá (Dendrocoelum coecum) je zřejmě českým endemitem – a několik ploštěnek půdních. Některé tropické půdní ploštěnky mohou být značně mohutné, zmínit lze například až 35 cm dlouhou ploštěnku skleníkovou (Bipalium kewense), jež se vyznačuje výraznou sekáčkovitou hlavou. Některé z těchto ploštěnek se mohou po zavlečení na jiná území stát invazními druhy.